# Станко Арамбашић
Станко Арамбашић, рођен 1760. године, у Левчу, у селу Колару (данас општина Јагодина) је био командант посебне Српске народне војске и један од вођа добровољаца српских фрајкора у Аустријско-Турском рату (1787—1791) за време Кочине крајине.
У "Поменику знаменитих људи у српског народа новијега доба" Милана Ђ. Милићевића стоји да је Станко рођен у Великом селу, у округу београдском, мада у фусноти стоји да је према Вуку Ст. Караџићу рођен у Колару у Левчу. Са писањем Вука Ст. Караџића, да се Станко Арамбашић родио у Колару код Јагодине, се слаже и историчар Првог српског устанка, Лазар Арсенијевић Баталака
Станко је био средњег раста, црномањаст, врло леп на очи и велики јунак. За време владавине Хаџи Мустафа-паше 1792. године постао је бимбаша над посебном народном војском у служби Османског царства са којом је у бици код Колара, почетком августа 1793. године успео да спречи јањичаре и одметнутог Османа Пазваноглуа да стави и Београдски пашалук под своју управу. Причало се да је та посебна војска коју је предводио бројала и преко 16,000 Срба те да је углавном састављена од раје и бивших Фрајкора. Од њих су сваких педесет људи имали свога буљубашу, над стотином је постављен харамбаша а над хиљадом бимбаша. Сваки војник је морао да има две торбе: једну за рубље (две кошуље, двоје гаће и један пар нових опанака) а другу за храну (хлеб и јестиво). Од оружја сваки је морао да има по једну мускету (пушку), јатаган (нож) и две кубуре (пиштоља), и то све у исправном стању.
Године 1797. војна експедиција Хусејин Кучук Паше није успела ни да освоји Видин ни да зароби Османа Пазваноглуа, те је овај заједно са јањичарима, крајем новембра, поново покушао да анексира Смедеревски санџак. Сукоби су се одиграли у околини Великог Села одакле је Станкова војска бранила Београдски пашалук. После жестоких борби јањичари су протерани из Београда, а Пазваноглу је побегао назад у Видин. Станко је заузео Пожаревац 16. јануара 1798. године.
Порта је увидела да је стабилност Османског царства поприлично уздрмана те је предузела оштре мере према Србима који су учествовали у Аустро-Турском рату и многи попут Капетана Коче и Риге од Фере су убијени. Тада је убијен и командант Станко. Према извештају Милана Ђ. Милићевића, убиство је извршено у суботу 21. септембра 1798. године, у Смедереву, у кући "некога" Грује у циганској мали. Станково тело Срби су пронашли сутрадан у једном Језавином виру и сахранили га у месту Годомин, надомак Смедерева.
Године 1799. порта је издала Ферман који је дозволио повратак јањичара а султан Селим III је опростио Пазваноглуову побуну и именовао га за Пашу.